# Síndrome de desengajamento cognitivo
Síndrome de desengajamento cognitivo (CDS) é uma síndrome caracterizada por níveis inadequados ao desenvolvimento, prejudiciais e persistentes de processamento atencional desacoplado do contexto externo em andamento e a resultante hipoatividade. Os sintomas frequentemente se manifestam em dificuldades com fixação do olhar, bloqueio do pensamento (mente em branco), distração, confusão mental e devaneios mal-adaptativos, acompanhados de movimentos motores retardados, sedentários ou lentos. Para os cientistas da área, atingiu o limiar de evidências e reconhecimento como uma síndrome distinta.
Desde 1798, a literatura médica sobre transtornos de atenção distingue pelo menos dois tipos: um transtorno de distração, caracterizado pela falta de atenção sustentada e baixa inibição (atualmente conhecido como Transtorno do Déficit de Atenção com Hiperatividade – TDAH) e outro transtorno, de baixa potência, excitação ou atenção orientada/seletiva (atualmente conhecido como CDS).
Embora envolva processos de atenção, o CDS é distinto do TDAH. Ao contrário do TDAH, que resulta de déficits nas funções executivas e na autorregulação, o CDS apresenta problemas em excitação, devaneios mal-adaptativos e atenção orientada ou seletiva (isto é, na capacidade de distinguir rapidamente o que é importante do que não é) – diferentemente da baixa persistência ou atenção sustentada, inibição e autorregulação. Em ambientes educacionais, o CDS tende a resultar em menor precisão nas atividades, enquanto o TDAH prejudica a produtividade.
O CDS também pode ocorrer como comorbidade com o TDAH em alguns indivíduos, levando a prejuízos substancialmente maiores do que quando cada condição ocorre isoladamente.
Na ciência contemporânea, está claro que esse conjunto de sintomas é importante porque está associado a prejuízos únicos, além dos observados no TDAH. O CDS, por si só, tem um impacto negativo no funcionamento (como a diminuição da qualidade de vida, aumento do estresse e comportamento suicida, bem como menor escolaridade e status socioeconômico), e é clinicamente relevante, pois múltiplos ensaios clínicos controlados randomizados demonstraram que responde mal ao metilfenidato.
Originalmente, acreditava-se que o CDS representava cerca de um em cada três indivíduos com a apresentação predominantemente desatenta do TDAH, sendo considerado um diagnóstico psiquiátrico equivocado e incompatível com a hiperatividade. Pesquisas subsequentes estabeleceram que ele pode ocorrer comórbido ao TDAH – e também isoladamente. Portanto, por diversas linhas de evidência, há um consenso científico de que a condição é uma síndrome distinta.
Quando o CDS e o TDAH coexistem, os prejuízos se somam: indivíduos com ambas as condições apresentam níveis mais elevados de comprometimento e desatenção do que adultos apenas com TDAH, e têm maior probabilidade de serem solteiros, estarem sem emprego ou receberem auxílio por incapacidade. O CDS isoladamente também está presente na população e pode ser bastante incapacitante em ambientes educacionais e ocupacionais, embora não tão amplamente quanto o TDAH. Estudos sobre tratamentos médicos são limitados; entretanto, pesquisas sugerem que a atomoxetina e a lisdexanfetamina podem ser utilizados para tratar o CDS.
A condição era anteriormente denominada tempo cognitivo lento (SCT). Os termos transtorno do déficit de concentração (CDD) ou síndrome de desengajamento cognitivo (CDS) têm sido recentemente preferidos a SCT, pois explicam de forma mais precisa a condição e eliminam a confusão.

## Sinais e sintomas
O TDAH é o único transtorno da atenção atualmente definido pelo DSM-5 ou CID-10. O diagnóstico formal é realizado por um profissional qualificado e requer a demonstração de seis ou mais dos seguintes sintomas de desatenção ou de hiperatividade-impulsividade (ou ambos).
| TDAH (DSM-5) | TDAH (DSM-5) |
| Sintomas de desatenção | Sintomas de hiperatividade–impulsividade |
| --- | --- |
| - Não presta atenção aos detalhes - Tem dificuldade em manter a atenção em tarefas - Parece não ouvir quando lhe falam diretamente - Não segue as instruções - Tem dificuldade em organizar tarefas - Evita tarefas que exigem esforço mental prolongado - Perde objetos necessários para as tarefas - Facilmente se distrai - Esquecido nas atividades diárias | - Inquieto ou se remexe - Levanta-se da cadeira de maneira inadequada - Corre ou escala de forma imprópria - Incapaz de brincar ou se envolver tranquilamente em atividades - Está sempre em movimento ou parece movido por um motor - Fala excessivamente - Responde precipitadamente - Tem dificuldade em esperar a sua vez - Interrompe ou se intromete nos assuntos dos outros |

Os sintomas também devem:
- ser inadequados para a idade,
- iniciar antes dos 12 anos,
- ocorrer com frequência e estar presentes em pelo menos dois ambientes,
- interferir claramente no funcionamento social, escolar ou profissional,
- e não serem melhor explicados por outro transtorno mental.

Com base nos sintomas acima, definem-se três tipos de TDAH:
- Apresentação predominantemente desatenta (TDAH-I)
- Apresentação predominantemente hiperativo-impulsiva (TDAH-HI)
- Apresentação combinada (TDAH-C)

A apresentação predominantemente desatenta (TDAH-I) restringe-se aos sintomas oficiais de desatenção (conforme a tabela acima), os quais capturam problemas de persistência, distração e desorganização. Contudo, essa classificação não inclui outros sintomas de atenção qualitativamente distintos:
| Sintomas do CDS (critérios preliminares de pesquisa) | |
| --- | --- |
| \| - Propenso a devaneios - Facilmente confuso ou com névoa mental - Distraído com o ambiente - A mente parece estar em outro lugar - Fixa o olhar no espaço sem expressão - Hipoativo, com movimentos lentos ou demorados - Letárgico ou com menor energia \| - Dificuldade em permanecer acordado ou alerta - Aparência sonolenta ou com sono - Fica perdido em seus próprios pensamentos - Apático ou retraído, menos engajado em atividades - Perde o fio do pensamento ou a sequência cognitiva - Processa informações de forma menos rápida ou precisa \| | |
| - Propenso a devaneios - Facilmente confuso ou com névoa mental - Distraído com o ambiente - A mente parece estar em outro lugar - Fixa o olhar no espaço sem expressão - Hipoativo, com movimentos lentos ou demorados - Letárgico ou com menor energia | - Dificuldade em permanecer acordado ou alerta - Aparência sonolenta ou com sono - Fica perdido em seus próprios pensamentos - Apático ou retraído, menos engajado em atividades - Perde o fio do pensamento ou a sequência cognitiva - Processa informações de forma menos rápida ou precisa |

Como demonstra a comparação entre as duas tabelas, não há sobreposição entre os sintomas oficiais de desatenção do TDAH e os sintomas do CDS. Isso significa que os dois conjuntos de sintomas não se referem aos mesmos problemas de atenção. Eles podem coexistir na mesma pessoa ou ocorrer isoladamente. Contudo, um problema persistente é que alguns indivíduos que realmente apresentam CDS estão sendo diagnosticados erroneamente com a apresentação desatenta.

### Comportamento social
De muitas maneiras, indivíduos com perfil de CDS apresentam sintomas opostos aos daqueles com a apresentação predominantemente hiperativo-impulsiva ou combinada do TDAH: em vez de serem hiperativos, extrovertidos, intrusivos, excessivamente energéticos e propensos a riscos, os indivíduos com CDS mostram-se dispersos, distraídos, apáticos, introspectivos e sonhadores. Sentem como se estivessem "na névoa" e aparentam estar "desligados".
Os problemas psiquiátricos comórbidos frequentemente associados ao CDS são, na maioria das vezes, do tipo internalizante, como ansiedade, infelicidade ou depressão. O padrão mais consistente encontrado foi o de reticência e retraimento social nas interações com os pares. A timidez típica e o tempo de resposta lento costumam ser interpretados erroneamente como indiferença ou desinteresse. Em interações em grupo, indivíduos com CDS podem ser ignorados ou negligenciados. Pessoas com TDAH clássico tendem a ser rejeitadas por apresentarem comportamento intrusivo ou agressivo. Em comparação com crianças com CDS, aquelas com TDAH têm maior probabilidade de apresentar comportamentos antissociais, como abuso de substâncias, transtorno desafiador opositivo ou transtorno de conduta (mentiras frequentes, furtos, brigas etc.). De forma coerente, no que diz respeito à personalidade, o TDAH parece estar associado à sensibilidade à recompensa e à busca por diversão, enquanto o CDS pode estar associado à sensibilidade à punição.

### Déficits de atenção
Indivíduos com sintomas de CDS podem apresentar um tipo qualitativamente distinto de déficit de atenção, mais característico de um verdadeiro problema de processamento de informações – como a dificuldade em focalizar a atenção em detalhes ou a capacidade de distinguir rapidamente o que é importante do que não é. Em contraste, pessoas com TDAH têm mais dificuldades com a manutenção da atenção e a ação direcionada a objetivos, associadas à menor resistência a distrações. Ao contrário do CDS, indivíduos com TDAH clássico apresentam problemas de inibição, mas não têm dificuldade em selecionar e filtrar os estímulos sensoriais.
Alguns defendem que o CDS e o TDAH produzem diferentes tipos de desatenção: enquanto indivíduos com TDAH conseguem engajar sua atenção, mas não a mantêm ao longo do tempo, aqueles com CDS parecem ter dificuldade em direcionar a atenção para uma tarefa específica. Assim, a capacidade de orientar a atenção tem sido considerada anormal no CDS.
Ambos os transtornos interferem significativamente no desempenho acadêmico, embora por mecanismos diferentes. O CDS pode afetar mais a precisão das atividades escolares, resultando em maior número de erros, enquanto o TDAH tende a prejudicar a produtividade, isto é, a quantidade de trabalho realizado em um determinado período. Crianças com CDS parecem ter mais dificuldade em lembrar consistentemente de informações previamente aprendidas e cometem mais erros em testes de recuperação de memória do que aquelas com TDAH. Além disso, apresentam desempenho inferior em testes psicológicos que avaliam a velocidade perceptivo-motora ou a coordenação olho-mão, bem como processos de pensamento mais desorganizados, maior descuido e tendência a perder objetos. O risco para outras dificuldades de aprendizagem parece ser semelhante em ambos os transtornos (23–50%), embora os transtornos matemáticos possam ser mais frequentes no grupo com CDS.
Uma característica comportamental importante dos indivíduos com sintomas de CDS é que estes tendem a aparentar falta de motivação e podem exibir uma frequência incomumente elevada de sonolência diurna. Esses indivíduos parecem carecer de energia para realizar tarefas corriqueiras e, por consequência, procuram concentrar-se em atividades que estimulem mentalmente, possivelmente devido a um estado de subexcitação. Alternativamente, o CDS pode envolver uma forma patológica de devaneio excessivo.

### Função executiva
O sistema executivo do cérebro humano permite a organização do comportamento ao longo do tempo em direção a objetivos e ao futuro, coordenando ações e estratégias para tarefas cotidianas orientadas a metas. Essencialmente, esse sistema possibilita que os seres humanos autorregulem seu comportamento para sustentar ações e solucionar problemas visando objetivos específicos e o futuro de maneira mais ampla. A síndrome disfexecutiva é definida como um "conjunto de prejuízos geralmente associados a danos aos lobos frontais do cérebro", incluindo "dificuldades em tarefas de alto nível, como planejar, organizar, iniciar, monitorar e adaptar o comportamento". Tais déficits executivos comprometem seriamente a capacidade de autorregulação necessária para alcançar metas e se preparar para o futuro.
Adele Diamond postulou que o déficit cognitivo central dos indivíduos com TDAH-I é a memória de trabalho – ou, como cunhou em um artigo sobre o tema, "síndrome disfexecutiva de início na infância". No entanto, dois estudos mais recentes conduzidos por Barkley constataram que, embora crianças e adultos com CDS apresentem alguns déficits nas funções executivas (FE) em atividades cotidianas, esses prejuízos são de menor magnitude e se concentram principalmente em dificuldades de auto-organização e resolução de problemas. Ademais, as análises indicaram que a maior parte das dificuldades relacionadas às funções executivas deve-se à sobreposição de sintomas do TDAH que podem coexistir com o CDS, em vez de serem atribuíveis exclusivamente ao CDS. Mais pesquisas sobre a relação entre CDS e déficits em FE são necessárias – mas, até o momento, o CDS não parece estar tão fortemente associado a essas deficiências quanto o TDAH.

## Causas
Ao contrário do TDAH, as causas gerais dos sintomas do CDS são quase desconhecidas, embora um estudo recente com gêmeos tenha sugerido que a condição parece ser quase tão herdada ou geneticamente influenciada quanto o TDAH.
Pouco se sabe sobre a neurobiologia do CDS. Contudo, os sintomas sugerem que as redes de atenção posteriores podem estar mais envolvidas do que a região do córtex pré-frontal – a qual está fortemente associada às dificuldades de memória de trabalho observadas no TDAH. Essa hipótese ganhou maior suporte após um estudo de neuroimagem de 2015 que comparou os sintomas desatentos do TDAH e os sintomas do CDS em adolescentes, constatando que o CDS estava associado a uma atividade reduzida no lobo parietal superior esquerdo (SPL), enquanto os sintomas desatentos apresentavam outras diferenças de ativação. Um estudo de 2018 demonstrou uma associação entre o CDS e regiões específicas dos lobos frontais, diferindo da neuroanatomia clássica do TDAH.
Um estudo demonstrou uma pequena associação entre o funcionamento da tireoide e os sintomas do CDS, sugerindo que a disfunção tireoidiana não é a causa do CDS. Taxas elevadas de CDS foram observadas em crianças com exposição pré-natal ao álcool e em sobreviventes de leucemia linfoblástica aguda, onde foram associados efeitos cognitivos tardios.

## Diagnóstico
O CDS está incluído, com seu nome anterior de tempo cognitivo lento, como descritor diagnóstico na atual Classificação Internacional de Doenças (CID-11) lançada em 2022 pela Organização Mundial da Saúde (OMS). Contudo, ele não está incluído como um transtorno separado na CID ou no atual Manual Diagnóstico e Estatístico de Transtornos Mentais (DSM-5) (2013) embora possa constar em edições futuras; para os cientistas da área, atingiu o limiar de evidências e reconhecimento como uma síndrome distinta e é diagnosticado por alguns profissionais. Foram desenvolvidas ferramentas de rastreamento para avaliar os sintomas do CDS. Embora alguns sintomas de outras condições sejam parcialmente compartilhados com o CDS, estes são transtornos distintos.

## Tratamento
O tratamento do CDS não foi amplamente investigado. Os estudos iniciais com medicamentos utilizaram apenas o metilfenidato – um fármaco utilizado no TDAH – e, mesmo assim, somente com crianças diagnosticadas com transtorno do déficit de atenção sem hiperatividade (usando os critérios do DSM-III) e não especificamente para o CDS. A pesquisa indicou que a maioria das crianças com transtorno do déficit de atenção sem hiperatividade (atualmente classificadas como TDAH do tipo desatento, podendo os resultados se aplicar ao CDS) respondeu bem a doses de média a alta. Entretanto, uma porcentagem considerável dessas crianças não obteve benefícios significativos com o metilfenidato, e, quando houve resposta, foi com doses muito mais baixas.
Contudo, um estudo e uma análise retrospectiva de históricos médicos constataram que a presença ou ausência de sintomas do CDS não alterou a resposta ao metilfenidato em crianças com TDAH do tipo desatento. Esses estudos não examinaram especificamente o efeito do medicamento sobre os sintomas do CDS em crianças. A atomoxetina pode ser empregada no tratamento do CDS, uma vez que diversos ensaios clínicos controlados randomizados demonstraram sua eficácia. Em contraste, vários outros RCTs demonstraram que o CDS responde mal ao metilfenidato.
Apenas um estudo investigou o uso de métodos de modificação comportamental em casa e na escola para crianças com sintomas predominantemente de CDS, obtendo bons resultados.
Em abril de 2014, o The New York Times noticiou que o tempo cognitivo lento é objeto de ensaios clínicos conduzidos por empresas farmacêuticas, inclusive pela Eli Lilly, que propôs que um de seus medicamentos mais vendidos, o Strattera, poderia ser prescrito para tratar os sintomas propostos desse quadro. Outros pesquisadores, entretanto, defendem que não há tratamento eficaz para o CDS.

## Prognóstico
O prognóstico do CDS é desconhecido. Em contrapartida, sabe-se muito sobre os desfechos na adolescência e na vida adulta de crianças com TDAH. Indivíduos com sintomas de CDS tendem a apresentar o início dos sintomas mais tardiamente do que aqueles com TDAH – possivelmente em média um ou dois anos depois. Embora ambos os grupos apresentem níveis semelhantes de dificuldades de aprendizagem e desatenção, as crianças com CDS demonstram menos sintomas externalizantes e níveis mais elevados de infelicidade, ansiedade/depressão, comportamento retraído e disfunção social. Elas não apresentam os mesmos riscos para transtorno desafiador opositivo, transtorno de conduta ou agressividade social, podendo, assim, ter desfechos distintos em comparação com crianças dos subtipos hiperativo-impulsivo e combinado, que apresentam riscos muito maiores para esses outros transtornos externalizantes.
No entanto, ao contrário do TDAH, não existem estudos longitudinais que esclareçam o curso do desenvolvimento e os desfechos na adolescência ou na vida adulta de indivíduos com CDS.

## Epidemiologia
Estudos recentes indicam que os sintomas do CDS em crianças se distribuem em duas dimensões: uma de caráter sonhador/disperso e outra de lentidão/letargia, sendo que a primeira é mais distintiva do transtorno em relação ao TDAH do que a segunda. Esse mesmo padrão foi constatado no primeiro estudo envolvendo adultos com CDS realizado por Barkley, bem como em estudos mais recentes com estudantes universitários. Tais pesquisas sugerem que o CDS provavelmente não é um subtipo do TDAH, mas sim um transtorno distinto. Ainda assim, o CDS sobrepõe-se ao TDAH em 30–50% dos casos de cada transtorno, sugerindo um padrão de comorbidade entre dois transtornos relacionados, e não subtipos de um mesmo transtorno. Ademais, o CDS está fortemente correlacionado com os subtipos desatento e combinado do TDAH. Segundo um estudo norueguês, "[CDS] correlacionou-se significativamente com a desatenção, independentemente do subtipo de TDAH."

## História
Observações iniciais
Há séculos, a literatura já descrevia crianças extremamente desatentas e propensas a pensamentos nebulosos.
Sintomas semelhantes aos do TDAH foram descritos sistematicamente pela primeira vez em 1775 por Melchior Adam Weikard e, em 1798, por Alexander Crichton em seus livros médicos. Embora Weikard tenha descrito primordialmente um único transtorno de atenção semelhante à apresentação combinada do TDAH, Crichton postulou a existência de um transtorno adicional – descrito como uma "diminuição patológica de seu poder ou energia" – e explorou possíveis causas corpóreas e mentais para o transtorno (incluindo "irregularidades na dieta, evacuações excessivas e o abuso de desejos corporais"). Contudo, ele não detalhou os sintomas do transtorno, configurando uma referência inicial, ainda que inespecífica, a uma síndrome semelhante ao CDS.
Um exemplo da literatura ficcional é o personagem de Heinrich Hoffmann, "Johnny Cabeça nas Nuvens" (originalmente "Hanns Guck-in-die-Luft"), presente em "Struwwelpeter" (1845). (Alguns pesquisadores identificam diversos personagens neste livro com sinais de transtornos psiquiátricos infantis.)
O pediatra canadense Guy Falardeau, além de trabalhar com crianças hiperativas, também escreveu sobre crianças muito sonhadoras, calmas e bem-comportadas que encontrou em sua prática.
Primeiros esforços de pesquisa
Em tempos mais modernos, as pesquisas sobre transtornos de atenção concentravam-se tradicionalmente nos sintomas hiperativos, mas passaram a abordar os sintomas desatentos na década de 1970. Influenciado por essas investigações, o DSM-III (1980) permitiu, pela primeira vez, o diagnóstico de um subtipo de transtorno do déficit de atenção (TDA) que se apresentava sem hiperatividade. Pesquisadores que estudavam esse subtipo desenvolveram escalas de avaliação para crianças, incluindo questões sobre sintomas como curto período de atenção, distração, sonolência e passividade. Na metade da década de 1980, foi proposto que, em vez da dicotomia então aceita de TDA com ou sem hiperatividade, um modelo trifatorial – composto pelos subtipos de hiperatividade-impulsividade, desatenção-desorganização e tempo lento – seria mais adequado.
Na década de 1990, Weinberg e Brumback propuseram um novo transtorno: o "transtorno primário de vigilância" (PVD). Seus sintomas característicos incluíam dificuldade em manter o estado de alerta e excitação, devaneios, dificuldade em focalizar a atenção, perda do fio das atividades e das conversas, conclusão lenta de tarefas e uma personalidade amável. O relato de caso mais detalhado apresentado se assemelha a uma representação prototípica do CDS. Os autores reconheceram uma sobreposição entre o PVD e o TDAH, mas defenderam que o PVD possuía prejuízos cognitivos únicos que o distinguiam. Um problema com esse artigo é que ele desconsiderava o TDAH como um transtorno existente – apesar de já haver milhares de estudos na época – e preferia o termo PVD para esse conjunto de sintomas semelhante ao CDS. Além disso, o diagnóstico de PVD baseava-se em apenas seis casos, em contraste com amostras muito maiores utilizadas em outros estudos, e o termo sugere que os déficits cognitivos subjacentes ao CDS já foram estabelecidos, o que dificilmente se confirma.
Com a publicação do DSM-IV em 1994, o transtorno passou a ser denominado TDAH e dividido em três subtipos: predominantemente desatento, predominantemente hiperativo-impulsivo e combinado. Dos sintomas específicos propostos para o CDS durante o desenvolvimento do DSM-IV, apenas o "esquecimento" foi incluído na lista de sintomas para o TDAH do tipo desatento, sendo que os demais não foram mencionados. Contudo, vários dos sintomas propostos para o CDS foram incorporados ao diagnóstico de "TDAH, não especificado".
Antes de 2001, existiam apenas quatro artigos científicos que abordavam especificamente os sintomas do CDS. Posteriormente, um pesquisador sugeriu que os sintomas de tempo lento (como alerta e orientação inconsistentes) seriam suficientes para o diagnóstico do TDAH do tipo desatento, argumentando que sua exclusão do DSM-IV era inadequada. Esse artigo, juntamente com os comentários que instavam a realização de mais pesquisas sobre o CDS, impulsionou, até o presente momento, a publicação de mais de 30 artigos científicos dedicados aos sintomas do CDS.
Contudo, com a publicação do DSM-5 em 2013, o TDAH continuou a ser classificado como predominantemente desatento, predominantemente hiperativo-impulsivo e combinado, sem menção ao CDS como diagnóstico ou subtipo. O diagnóstico de "TDAH, não especificado" também deixou de mencionar os sintomas do CDS. De forma semelhante, o ICD-10 não possui um código diagnóstico para o CDS. Embora o CDS não seja reconhecido como transtorno neste momento, os pesquisadores continuam a debater sua utilidade enquanto constructo e suas implicações para futuras pesquisas sobre transtornos de atenção.

## Controvérsia
Um ceticismo considerável tem sido manifestado nas comunidades médica e científica quanto à existência do CDS – atualmente considerado apenas um "conjunto de sintomas" – como um transtorno distinto.
Allen Frances, professor emérito de psiquiatria da Duke University, argumenta:
"Estamos vendo uma moda em evolução: assim como o TDAH tem sido o diagnóstico do momento por cerca de 15 anos, este é o início de outro. Isto é um experimento de saúde pública com milhões de crianças... Não tenho dúvidas de que há crianças que atendem aos critérios para essa condição, mas nada é mais irrelevante. Os entusiastas aqui estão pensando em pacientes não identificados. E quanto às crianças rotuladas erroneamente como pacientes quando não há nada de errado com elas? Eles não estão considerando o que acontece no mundo real."
O pesquisador da UCLA e membro do conselho editorial do Journal of Abnormal Child Psychology, Steve S. Lee, expressa preocupação de que, devido à estreita relação entre o CDS e o TDAH, já se observa um padrão de sobrediagnóstico deste último, englobando muitas crianças com comportamentos juvenis comuns ou cujos problemas derivam de sono inadequado, de outra deficiência de aprendizagem ou de outras causas. Lee afirma:
"A parte científica de mim diz que precisamos buscar conhecimento, mas sabemos que as pessoas começarão a dizer que seus filhos têm [síndrome de desengajamento cognitivo], e os médicos começarão a diagnosticá-la e a prescrever tratamentos muito antes de sabermos se ela é real... O TDAH se tornou uma questão de saúde pública e social, e é justo questionar isso quanto ao [CDS]."
Somam-se à controvérsia potenciais conflitos de interesse entre os defensores da condição, incluindo o financiamento, pela empresa farmacêutica global Eli Lilly, de pesquisas de proeminentes estudiosos do CDS. Ao referir-se ao "aumento das referências clínicas que ocorrem atualmente – e de forma mais acelerada num futuro próximo – impulsionadas pelo aumento da conscientização do público geral acerca do [CDS]", o Dr. Barkley escreve:
"O fato de o [CDS] ainda não estar reconhecido em nenhuma taxonomia oficial de transtornos psiquiátricos não mudará essa situação, considerando o crescente volume de informações sobre o [CDS] em diversos sites de internet amplamente visitados, como YouTube e Wikipedia, entre outros."